# Dasypogon torridus
Dasypogon torridus är en tvåvingeart som först beskrevs av Walker 1856.  Dasypogon torridus ingår i släktet Dasypogon och familjen rovflugor. Inga underarter finns listade i Catalogue of Life.